# Aeroporto Internazionale Mundo Maya
L'Aeroporto Internazionale Mundo Maya (in spagnolo: Aeropuerto Internacional Mundo Maya) (IATA: FRS, ICAO: MGMM) è un aeroporto definito come internazionale dalle autorità dell'aviazione civile guatemalteche e situato nella parte settentrionale del Guatemala, nel dipartimento di Petén, a 3 km dal capoluogo Flores.
L'aeroporto Mundo Maya è posto a un'altitudine di 123 m ed è dotato di una pista in asfalto lunga 3 000 m e larga 45 m con orientamento RWY 10-28; lo scalo è operativo 24 ore al giorno e ospita il Comando Aéreo del Norte delle Forze Armate guatemalteche.